# Plage de Pompierre
Pour les articles homonymes, voir Pompierre (homonymie).

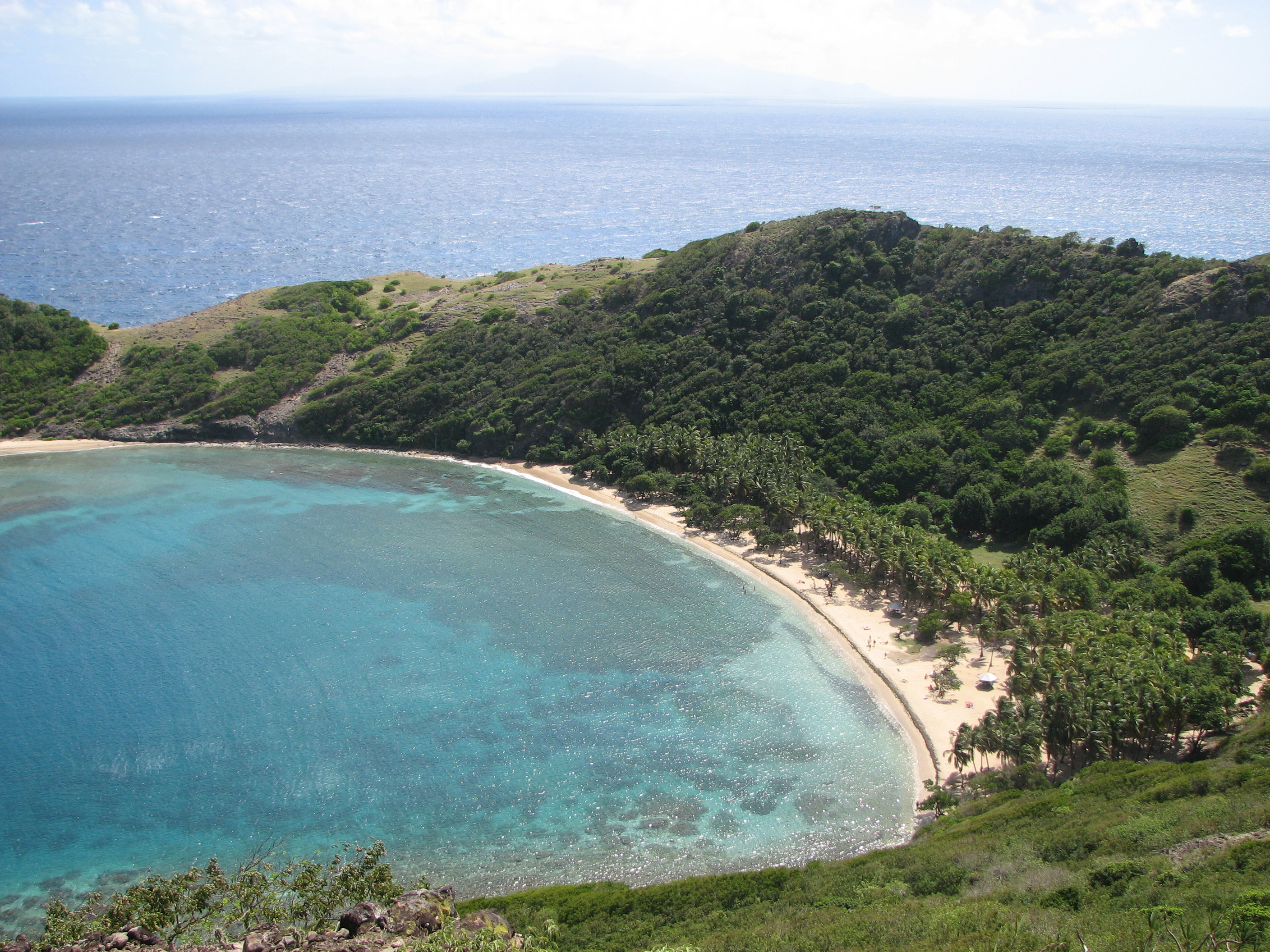
Plage de Pompierre, vue du morne Morel

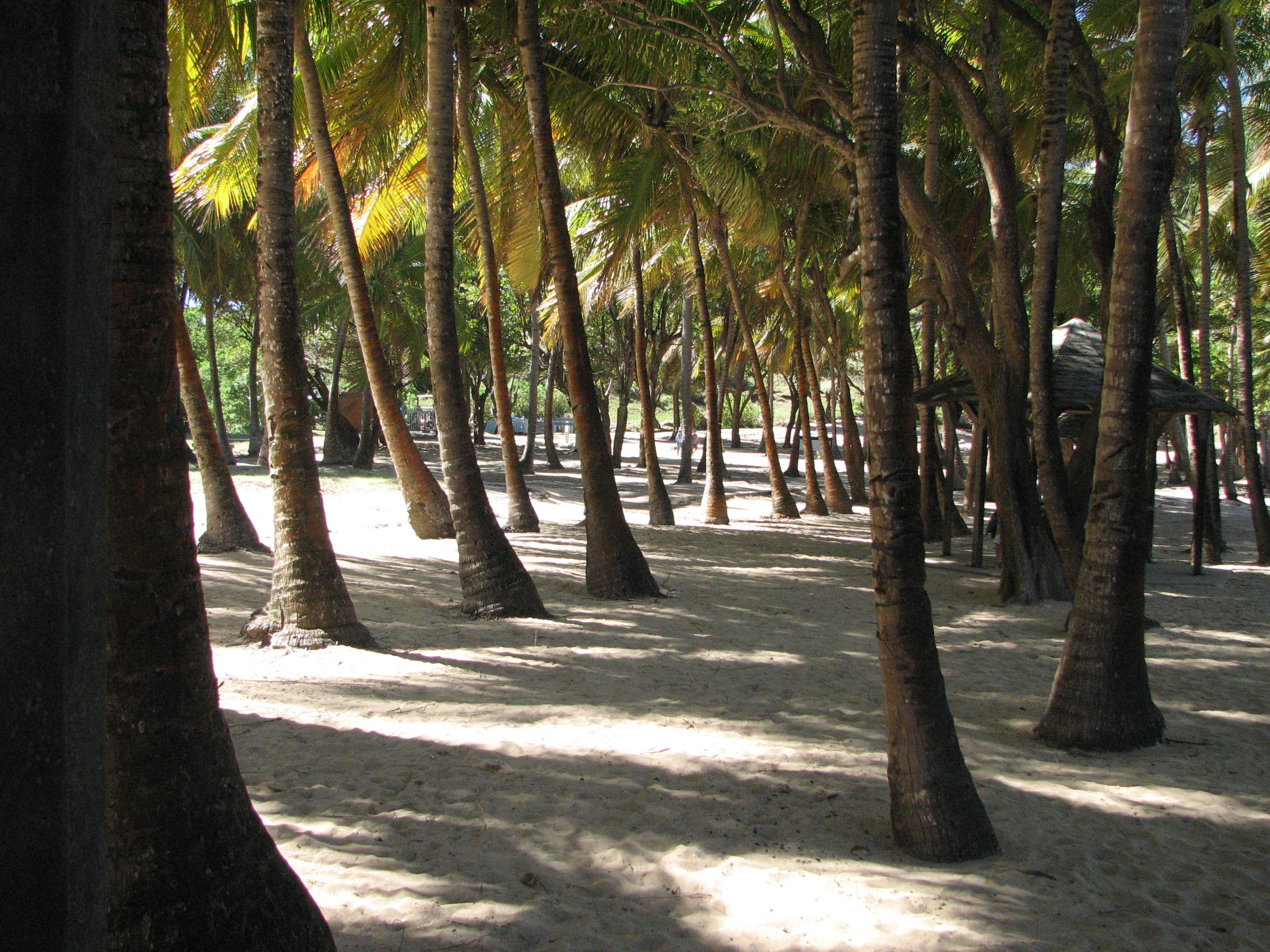
Cocotiers de la plage de Pompierre

La plage de Pompierre est une plage de sable de Terre-de-Haut, l'une des deux îles de l'archipel des Saintes (Antilles françaises).

## Description
Longue de 800 mètres, elle borde la baie de Pompierre, au nord-est de l'île, et se trouve protégée des alizés par la présence d'un îlet, les Roches percées.
Plantée de cocotiers, elle est entourée par deux hauteurs, le morne Morel au nord et le morne Rouge au sud.

## Tourisme
La plage de Pompierre est distante de 1,5 km du centre du village.

## Protection environemmentale
La Baie de Pompierre est site naturel classé dans le cadre de la loi du 2 mai 1930.
L'entrée et le mouillage de bateau à moteur, comme à voile sont strictement interdits.